# Norddeutsche Landesbank

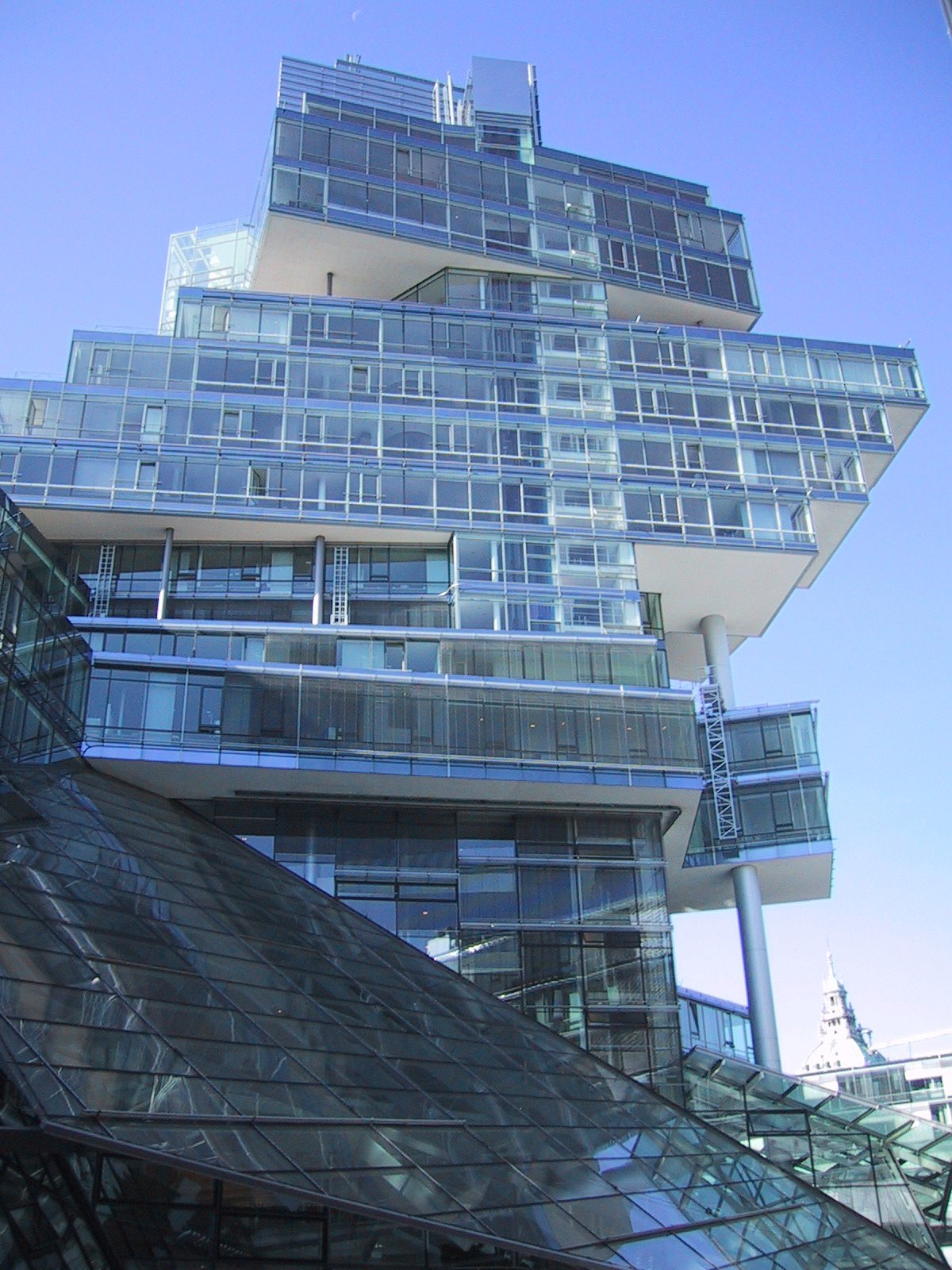
Huvudkontoret i Hannover.

Norddeutsche Landesbank, Nord LB, är en tysk bank med säte i Hannover. Banken är en av de största kommersiella bankerna i Tyskland och den har sitt huvudkontor i Hannover, med avdelningar i Braunschweig och Magdeburg. Norddeutsche Landesbank har även verksamhet utanför Tyskland.
- Wikimedia Commons har media som rör Norddeutsche Landesbank.